# Frank Murkowski
Francis Hughes Murkowski (ur. 28 marca 1933) – amerykański polityk polskiego pochodzenia, republikanin.
W latach 1981–2002 był senatorem Stanów Zjednoczonych ze stanu Alaska, a w latach 2002–2006 piastował stanowisko gubernatora tego stanu.
W listopadzie 2002 uzyskał w wyborach stanowisko Gubernatora stanu Alaska i tym samym musiał opuścić Senat. Zgodnie z prawem, jako nowy gubernator miał prawo wyznaczyć osobę, która zastąpi w senacie do końca kadencji ustępującego senatora. Na swoje miejsce mianował własną córkę - Lisę Murkowski. Murkowski był krytykowany za taki manewr, media komentowały to jako przejaw nepotyzmu. Gubernator bronił jednak swojej decyzji doświadczeniem córki, która w momencie nominacji zajmowała stanowisko lidera większości w Izbie Reprezentantów stanu Alaska.